# Улица Академика Сахарова (Томск)
Улица Акаде́мика Са́харова — улица в Советском районе города Томска, в центральной части коттеджного городского посёлка «Наука» (севернее территории Томского Академгородка).

## Наименование
Наименование дано Томским горсоветом в 2001 году при формировании нового городского посёлка — наименование в память об отечественном учёном-ядерщике, правозащитнике, общественном деятеле, нобелевском лауреате Андрее Дмитриевиче Сахарове (1921—1989).

## Общие сведения
Улица в целом контурно создалась к 2011 году. В настоящее время вдоль неё застроено более 70% отведённого под коттеджи пространства.
Улица в целом ориентирована в северо-восточном направлении, прямолинейна, располагается в примерно полутора километрах на северо-восток от центра Томского Академгородка. Начало улицы — западная развилка с улицей [профессора] Кучина. С востока улица Академика Сахарова ограничена Заварзинским проездом, идущим от улицы Тургенева (посёлок Бактин) до ул. Мостовой (дер. Заварзино).
Проходит среди частных коттеджей (начало) и разграниченных участков под такие же коттеджи (вторая половина).
Пересекает улицы: Кучина, Кащенко, Курлова, Тимашёва, Большаниной, Бутакова, Заварзинский проезд.
Общая длина улицы Академика Сахарова составляет 1500 метров.
Почтовый индекс 634055 (почтовый офис располагается в Академгородке).
Улица являлется сравнительно молодой и информации о ней в печатных справочниках пока нет.

## Транспорт
С севера к началу улицы можно пройти (1200 метров, по улице Преображенской) от остановки «Микрорайон Наука», что находится у перекрёстка улиц Клюева и Осенней — здесь проходят маршруты автобусов 8, 9, 13, 14, 23, 25, 30, 33, 52, 53.